# Gamskogel (Alpes de Stubai)
Le Gamskogel est une montagne qui s’élève à 2 813 m d’altitude dans les Alpes de Stubai, en Autriche.